# Hoofdklasse hockey heren 1983/84
Het seizoen 1983/84 is de 11de editie van de herenhoofdklasse waarin onder de KNHB-vlag om het landskampioenschap hockey werd gestreden. 
In het voorgaande seizoen zijn MEP en MOP gedegradeerd. Hiervoor kwamen Geel Zwart en Leiden in de plaats.
Klein Zwitserland werd landskampioen, Hattem en nieuwkomer Geel Zwart degradeerden rechtstreeks.
Maarten van Grimbergen van HCKZ is de eerste topscorer van de Hoofdklasse die niet over de strafcorner-specialiteit beschikt.

## Eindstand
Na 22 speelronden was de eindstand:
| #  | Club              | GS | W  | G | V  | P  | DV      | DT      | DS  |
| -- | ----------------- | -- | -- | - | -- | -- | ------- | ------- | --- |
| 1  | Klein Zwitserland | 22 | 18 | 2 | 2  | 38 | 93 - 39 | 93 - 39 | +54 |
| 2  | Amsterdam         | 22 | 16 | 5 | 1  | 37 | 77 - 34 | 77 - 34 | +43 |
| 3  | Kampong           | 22 | 13 | 7 | 2  | 33 | 62 - 32 | 62 - 32 | +30 |
| 4  | HGC               | 22 | 9  | 6 | 7  | 24 | 51 - 39 | 51 - 39 | +12 |
| 5  | Bloemendaal       | 22 | 8  | 7 | 7  | 23 | 44 - 44 | 44 - 44 | 0   |
| 6  | Oranje Zwart      | 22 | 9  | 4 | 9  | 22 | 51 - 50 | 51 - 50 | +1  |
| 7  | HDM               | 22 | 7  | 5 | 10 | 19 | 38 - 44 | 38 - 44 | -6  |
| 8  | Tilburg           | 22 | 6  | 6 | 10 | 18 | 38 - 48 | 38 - 48 | -10 |
| 9  | Leiden            | 22 | 6  | 6 | 10 | 18 | 42 - 53 | 42 - 53 | -11 |
| 10 | Laren             | 22 | 6  | 3 | 13 | 15 | 45 - 63 | 45 - 63 | -18 |
| 11 | Hattem            | 22 | 4  | 6 | 12 | 14 | 32 - 67 | 32 - 67 | -35 |
| 12 | Geel Zwart        | 22 | 1  | 1 | 20 | 3  | 19 - 79 | 19 - 79 | -60 |

### Legenda
| Afk.              | Betekenis                                                             |
| ----------------- | --------------------------------------------------------------------- |
| GS                | aantal gespeelde wedstrijden                                          |
| W                 | aantal gewonnen wedstrijden                                           |
| G                 | aantal gelijk gespeelde wedstrijden                                   |
| V                 | aantal verloren wedstrijden                                           |
| P                 | totaal aantal punten                                                  |
| DV                | aantal gemaakte doelpunten                                            |
| DT                | aantal doelpunten tegen                                               |
| DS                | doelsaldo                                                             |
| Klein Zwitserland | Landskampioen Klein Zwitserland plaatst zich voor de Europacup I 1985 |
| Hattem            | Hattem en Geel Zwart zijn rechtstreeks gedegradeerd                   |

Nederlands landskampioenschap:

1897/98 ·
1898/99 ·
1899/00 ·
1900/01 ·
1901/02 ·
1902/03 ·
1903/04 ·
1904/05 ·
1905/06 ·
1906/07 ·
1907/08 ·
1908/09 ·
1909/10 ·
1910/11 ·
1911/12 ·
1912/13 ·
1913/14 ·
1914/15 ·
1915/16 ·
1916/17 ·
1917/18 ·
1918/19 ·
1919/20 ·
1920/21 ·
1921/22 ·
1922/23 ·
1923/24 ·
1924/25 ·
1925/26 ·
1926/27 ·
1927/28 ·
1928/29 ·
1929/30 ·
1930/31 ·
1931/32 ·
1932/33 ·
1933/34 ·
1934/35 ·
1935/36 ·
1936/37 ·
1937/38 ·
1938/39 ·
1939/40 ·
1940/41 ·
1941/42 ·
1942/43 ·
1943/44 ·
1944/45 ·
1945/46 ·
1946/47 ·
1947/48 ·
1948/49 ·
1949/50 ·
1950/51 ·
1951/52 ·
1952/53 ·
1953/54 ·
1954/55 ·
1955/56 ·
1956/57 ·
1957/58 ·
1958/59 ·
1959/60 ·
1960/61 ·
1961/62 ·
1962/63 ·
1963/64 ·
1964/65 ·
1965/66 ·
1966/67 ·
1967/68 ·
1968/69 ·
1969/70 ·
1970/71 ·
1971/72 ·
1972/73
Hoofdklasse heren:

1973/74 · 
1974/75 · 
1975/76 · 
1976/77 · 
1977/78 · 
1978/79 · 
1979/80 · 
1980/81 · 
1981/82 · 
1982/83 · 
1983/84 · 
1984/85 · 
1985/86 · 
1986/87 · 
1987/88 · 
1988/89 · 
1989/90 · 
1990/91 · 
1991/92 · 
1992/93 · 
1993/94 · 
1994/95 · 
1995/96 · 
1996/97 · 
1997/98 · 
1998/99 · 
1999/00 · 
2000/01 · 
2001/02 · 
2002/03 · 
2003/04 · 
2004/05 · 
2005/06 · 
2006/07 · 
2007/08 · 
2008/09 · 
2009/10 · 
2010/11 · 
2011/12 · 
2012/13 ·
2013/14 ·
2014/15 ·
2015/16 ·
2016/17 ·
2017/18 ·
2018/19 ·
2019/20 ·
2020/21 ·
2021/22 ·
2022/23 ·
2023/24 ·
2024/25 ·
Nederlandse competities: Hoofdklasse (zaal) · Promotieklasse · Overgangsklasse · Eerste klasse · Tweede klasse · Derde klasse · Vierde klasse · Gold Cup · Silver Cup

Nederlands kampioenschap: Lijst van Nederlandse landskampioenen hockey · Lijst van Nederlandse landskampioenen zaalhockey

Europese competities: Euro Hockey League · Europacup I · Europa Cup II · Europacup zaalhockey